# Tantilla alticola
Tantilla alticola (багатоніжкова змія Буленджера) — вид змій родини полозових (Colubridae). Мешкає в Центральній і Південній Америці.

## Поширення і екологія
Багатоніжкові змії Буленджера відомі з низки місцевостей, розташованих в Нікарагуа, Коста-Риці, Панамі і Колумбії, за деякими свідчененями також в Еквадорі. Вони живуть у вологих гірських і рівнинних тропічних лісах, спостерігалися в сухих галерейних лісах та у вторинних лісах. Зустрічаються на висоті від 40 до 2743 м над рівнем моря